# ميثاق ترخيص التمريض
ميثاق ترخيص التمريض (Nurse Licensure Compact) هو اتفاقيةٌ تسمح «بالاعتراف المتبادل» برخصة التمريض بين الولايات الأعضاء في الولايات المتحدة الأمريكية. ومن خلال سنه في القانون من جانب الولايات المُشاركة، تسمح الولايات الأعضاء للممرضة التي تقيم في ولاية عضوة في ميثاق ترخيص التمريض (NLC)، ولديها رخصة تمريض حالية، بالمشاركة في هذه المهنة في أي من الولايات الأعضاء الأخرى دون الحصول على ترخيص إضافي في تلك الولاية. ويُطبق ذلك على كلٍ من الممرضات المُسجلات والممرضات الممارسات ويُشار إليها أيضًا كرخصة متعددة الولايات.
وعلى الرغم من أن رخصة التمريض قد تكون متعددة الولايات، الا أن الترحيل الدائم لولاية أخرى مشاركة في الميثاق يتطلب الحصول على ترخيص في هذه الولاية الجديدة؛ وذلك بسبب تغيير الإقامة. وبالمثل، فإن الرخصة التي يتم الحصول عليها في ولاية مشاركة في الميثاق، والتي لا تكون الولاية الرئيسية التي يقيم فيها الشخص الحاصل على الرخصة، غير معترف بها تبادليًا من قِبل الولايات الأخرى الأعضاء في ميثاق ترخيص التمريض.

## الولايات المشاركة
اعتبارًا من ديسمبر 2011، هناك أربع وعشرون ولاية مشاركة في هذا الميثاق 2011. وهي:
- أريزونا
- أركنساس
- كولورادو
- ديلاوير
- أيداهو
- أيوا
- كنتاكي
- مين
- ماريلاند
- مسيسيبي
- ميزوري
- نبراسكا
- نيوهامشير
- نيومكسيكو
- كارولاينا الشمالية
- داكوتا الشمالية
- رود آيلاند
- كارولاينا الجنوبية
- داكوتا الجنوبية
- تينيسي
- تكساس
- يوتا
- فيرجينيا
- ويسكونسن

يشار إلى أنه قد تم طرح هذا التشريع في عدة ولايات أخرى.

## وصلات خارجية
- National Council of State Boards of Nursing
- FAQs about the Nursing Licensure Compact at the Texas Board of Nursing